# JOHNNYS' ジュニア・スペシャル
JOHNNYS' ジュニア・スペシャルは、1974年夏に「ジュニア・スペシャル」の名で結成され、ジャニーズ事務所に在籍していた男性アイドルグループ。1970年代の中期に活躍。表記は「JOHNNY'S」ではなく「JOHNNYS'」（「ジャニーの」ではなく「ジャニーズの」の意）が正しい。愛称は頭文字を取って「JJS」。旧グループ名は「ジュニア・スペシャル」。後に「VIP」（後述）というグループとなった。

## メンバー
- 板野俊雄（リーダー。愛称・トシちゃん。1957年4月26日[1] - ）
  - 山口県徳山市（現：周南市）出身[1]。身長168cm。51kg（1976年2月）[1]。堀越高等学校卒業。元・郷ひろみの付き人。一時期「板野としお」と名乗っていた。1980年6月1日、ジャPAニーズの三代目ボーカルとして加入。
- 林正明（はやし まさあき、愛称・マーちゃん、ドラキュラ。1958年8月30日[1] - 2016年5月25日[2]、横浜市保土ケ谷区出身 川崎市出身[1]）身長175cm。53kg（1976年2月）[1]。
  - 堀越高等学校卒業。
  - 1978年にJJSを解散後、同年7月21日にVIPのメンバーとして再デビューするも1979年5月13日に脱退。脱退後は、プライベートでソロのアコースティックライブ活動を数年間続けていた。
  - 新宿の居酒屋で働き、不動産屋の社長の娘と結婚し男児一人をもうけ、妻の実家の家業である不動産業を手伝っていた。
  - 2016年5月25日、ゴルフプレー中のカートを運転している際に急性心筋梗塞となり、逝去。57歳没。亡くなる前の5月14日もファンと交流し、三次会まで行う程、元気な姿を見せていた。
- 畠山久（はたけやま ひさし、旧芸名:畠山昌久(はたけやま まさひさ)、愛称・チャーリー、チャリ坊。1958年2月9日[1] - 2003年5月31日。東京都立川市出身[1]）
  - 堀越高等学校卒業。父親はスパニッシュダンスの先生。
  - 1978年にJJSを解散後、同年7月21日にVIPのメンバーとして再デビューするも1979年5月13日に脱退。脱退後は渡辺プロダクションに移籍し、1980年に芸名を「畠 真之(はた まさゆき)」に変更し、短期間だけ俳優活動を行う。
  - 1984年に劇団四季(研究所21期生)に入団。芸名を戻して活動し、1986年いっぱいで退団した。
  - 1987年より「畠山 久(はたけやま ひさし)」に再び改名。以後、数多くのテレビドラマやミュージカルに出演した。
  - 2003年5月31日、転移性胆管癌の為、45歳で死去。晩年は東京都大田区山王 (大田区)の元々は祖父が所有していた広い一戸建てで暮らしていた。

### 脱退メンバー
（前身グループ「ジュニア・スペシャル」のみに参加したメンバー）
- 山縣孝良 （愛称・タカ坊、1957年5月4日 - 、東京都出身）
  - 1972年11月、渋谷公会堂に『ロッテ歌のアルバム』を観覧しに行った際、ジャニーズ事務所の副社長・メリー喜多川によってスカウトされた。堀越高等学校卒業。
- 井上純一 （愛称・ジュン、1958年8月14日 - 、東京都世田谷区出身）
  - 山縣孝良の脱退後に参加したが、すぐに同じく脱退。その後は、映画の主役デビューや、ソロレコードデビューなどの活躍をした。

## 概要
- 1974年夏、「ジャニーズ・ジュニア第1期生」が2つのグループに分割された。一つはフォーリーブスのコンサートのバックダンサーチームとして作られた3人組の「ジュニア・スペシャル」（板野俊雄、林正明、山縣孝良）。もう一方はジャニーズ・ジュニアの名義のまま、郷ひろみのコンサートのバックを担当した（小坂まさる、畠山昌久、近藤純市、鈴木寛、吉田義久、柏木孝夫）。
- 夏のコンサートを終えた同年9月、小坂と近藤が共にジャニーズ事務所からの脱退を宣言し、それまで住んでいたジャニーズの合宿所を退所する。その為、山縣がスペシャルから元のジャニーズ・ジュニアへ異動となり、同年10月に山縣、畠山、鈴木、吉田、柏木の5名に対して「ジャニーズ・ジュニア・エース」というグループ名が与えられたが、翌11月には山縣、鈴木、吉田、柏木の4名もジャニーズ事務所を退所してしまい、エースはわずか一ヶ月で消滅した。
- その後、ジュニア・スペシャルには井上純一が加入。すぐに続いて畠山昌久も加入して4人組になるが、井上が脱退し、最終的に「板野・林・畠山」という構成に落ち着いた。 一方、ジャニーズ事務所を辞めた6名のJr.はバーニングプロダクションへ移籍し、新グループ「メッツ」を結成してレコードデビューした。
- 1975年2月21日、グループ名も正式に「ジュニア・スペシャル」から「JOHNNYS' ジュニア・スペシャル」となり、『ベルサイユのばら』でレコードデビュー。
- 日本テレビ系の早朝子供番組『おはよう!こどもショー』にレギュラー出演。 「JJSの親子ゲームコーナー」というレギュラーコーナーを持ち、板野がレフェリー、林が紅組キャプテン、畠山が白組キャプテンの役だった。 また、番組内で歌も数曲披露しており、持ち歌には『パイの歌』、『らっぱっぱ』、『またですか？』、『ねずみ小僧次郎吉』などがあった。 同番組には、メリー喜多川の愛娘・藤島ジュリー景子も一緒に出演していた。
- 1978年にはJOHNNYS' ジュニア・スペシャルとしてテレビ番組出演等はあったものの、新譜のリリースはなかった。その後同年7月、「VIP」（後述）として再デビューし、JOHNNYS' ジュニア・スペシャルとしての活動は終了した。

## エピソード
- 3人の中では林が一番人気があった。雑誌では、林と手塚さとみのツーショット対談なども行われている。また、『月刊明星』の1975年4月号では桜田淳子と共に表紙も飾った。
- ファンによる親衛隊も多く誕生した。代表的なグループは「ガッツ」、「チーパー」など。「ガッツ」は最も大きいグループで、東京と大阪に存在した。また、ステージ用の応援コールも作られた（「J・U・N・I・O・R・ジュニア　JJSファイト～！」など）。
- 女優の大島さと子は、かつて林正明の追っかけをしていた。放送作家の山田美保子も、大学時代はJJSの追っかけだった事実を自著で告白している。森公美子もファンであったことを公言している[3]。

## ディスコグラフィ

### シングル
| #           | 発売日          | A/B面       | タイトル                       | 作詞         | 作曲               | 編曲           | 最高順位    | 規格品番 |
| CBS・ソニー | CBS・ソニー     | CBS・ソニー | CBS・ソニー                    | CBS・ソニー  | CBS・ソニー        | CBS・ソニー    | CBS・ソニー |          |
| ----------- | --------------- | ----------- | ------------------------------ | ------------ | ------------------ | -------------- | ----------- | -------- |
| 1           | 1975年 2月21日  | A面         | ベルサイユのばら               | 山口洋子     | 鈴木邦彦           | 馬飼野康二     | 12位        | SOLB-215 |
| 1           | 1975年 2月21日  | B面         | 愛しのオスカル                 | 山口洋子     | 鈴木邦彦           | 馬飼野康二     | 12位        | SOLB-215 |
| 2           | 1975年 5月2日   | A面         | 愛のちかい                     | 山口洋子     | 鈴木邦彦           | 馬飼野康二     | 44位        | SOLB-276 |
| 2           | 1975年 5月2日   | B面         | 白鳥                           | 山口洋子     | 鈴木邦彦           | 馬飼野康二     | 44位        | SOLB-276 |
| 3           | 1975年 8月21日  | A面         | さよなら愛                     | 山口洋子     | 穂口雄右           | 穂口雄右       | 67位        | SOLB-303 |
| 3           | 1975年 8月21日  | B面         | 恋はサフラン                   | 山口洋子     | 穂口雄右           | 穂口雄右       | 67位        | SOLB-303 |
| 4           | 1975年 12月5日  | A面         | ハートの夢                     | 安井かずみ   | 井上忠夫           | 馬飼野康二     | 64位        | SOLB-349 |
| 4           | 1975年 12月5日  | B面         | 感じる夕暮れ                   | 安井かずみ   | 井上忠夫           | 馬飼野康二     | 64位        | SOLB-349 |
| 5           | 1976年 2月21日  | A面         | 愛の飛行船に乗って             | 山本寛太郎   | 山本寛太郎         | あかのたちお   | 80位        | SOLB-363 |
| 5           | 1976年 2月21日  | B面         | 新しい君を知るために           | 山本寛太郎   | 山本寛太郎         | あかのたちお   | 80位        | SOLB-363 |
| 6           | 1976年 4月21日  | A面         | サタデー・ナイト               | 北公次       | B.Martin P.Coulter | 宮本光雄       | 83位        | SOLB-411 |
| 6           | 1976年 4月21日  | B面         | J.J.Sのテーマ                  | 石原信一     | あかのたちお       | あかのたちお   | 83位        | SOLB-411 |
| 7           | 1976年 7月21日  | A面         | サンデー・キューピット         | 伊藤アキラ   | 井上忠夫           | 田辺信一       | 圏外        | 06SH-36  |
| 7           | 1976年 7月21日  | B面         | 絵本の少女                     | 伊藤アキラ   | 井上忠夫           | 田辺信一       | 圏外        | 06SH-36  |
| 8           | 1976年 10月21日 | A面         | 太陽のあいつ                   | 岩谷時子     | いずみたく         | 田辺信一       | 圏外        | 06SH-77  |
| 8           | 1976年 10月21日 | B面         | 焔のカーブ                     | 石原慎太郎   | 三保敬太郎         | 田辺信一       | 圏外        | 06SH-77  |
| 9           | 1976年 12月21日 | A面         | 憧れのベイ・シティ・ローラーズ | 伊藤アキラ   | T.Modern           | いしだかつのり | 圏外        | 06SH-114 |
| 9           | 1976年 12月21日 | B面         | ダンス・フォー・ミー           | 伊藤アキラ   | M.Freiser          | いしだかつのり | 圏外        | 06SH-114 |
| 10          | 1977年 3月21日  | A面         | ツイスト110番                  | おりも政夫   | 青山孝             | いしだかつのり | 圏外        | 06SH-135 |
| 10          | 1977年 3月21日  | B面         | 片想い日記                     | 江木俊夫     | 青山孝             | いしだかつのり | 圏外        | 06SH-135 |
| 11          | 1977年 7月21日  | A面         | ラストショー                   | 杉山政美     | 木森敏之           | 木森敏之       | 圏外        | 06SH-185 |
| 11          | 1977年 7月21日  | B面         | ネイビーブルー                 | 杉山政美     | 木森敏之           | 木森敏之       | 圏外        | 06SH-185 |
| 12          | 発売中止        | A面         | 影                             | 伊藤アキラ   | 中村弘明           | 中村弘明       | -           | 06SH-248 |
| 12          | 発売中止        | B面         | 命令ママ                       | あさひな知彦 | 長戸大幸           | いしだかつのり | -           | 06SH-248 |

### アルバム

#### オリジナル・アルバム
|             | 発売日         | タイトル               | 規格        | 規格品番    |
| CBS・ソニー | CBS・ソニー    | CBS・ソニー            | CBS・ソニー | CBS・ソニー |
| ----------- | -------------- | ---------------------- | ----------- | ----------- |
| 1st         | 1976年2月21日  | 夢のディスクジョッキー | LP          | SOLL-207    |
| 2nd         | 1976年12月21日 | 素敵な恋の招待券       | LP          | 25AH-121    |

#### カバー・アルバム
|             | 発売日        | タイトル           | 規格        | 規格品番    |
| CBS・ソニー | CBS・ソニー   | CBS・ソニー        | CBS・ソニー | CBS・ソニー |
| ----------- | ------------- | ------------------ | ----------- | ----------- |
| 1st         | 1975年9月21日 | エンジェル・パワー | LP          | SOLL-159    |

#### ベスト・アルバム
|                              | 発売日        | タイトル                                        | 規格        | 規格品番    |
| CBS・ソニー                  | CBS・ソニー   | CBS・ソニー                                     | CBS・ソニー | CBS・ソニー |
| ---------------------------- | ------------- | ----------------------------------------------- | ----------- | ----------- |
| 1st                          | 1977年12月1日 | 集合!アイドルのすべて JJS全曲集                 | LP          | 25AH-315    |
| Sony Music Direct / GT music |               |                                                 |             |             |
| 2nd                          | 2008年1月23日 | ゴールデン☆ベスト JOHNNYS' ジュニア・スペシャル | CD          | MHCL-1275   |

### 参加楽曲
| 発売日        | 商品名                        | 歌                            | 楽曲                 | 備考                             |
| ------------- | ----------------------------- | ----------------------------- | -------------------- | -------------------------------- |
| 1976年5月21日 | 元気ですか/ぼくの消息         | JOHNNYS' ジュニア・スペシャル | 「元気ですか」       |                                  |
| 1976年7月21日 | フォーリーブス10周年記念PART1 | JOHNNYS' ジュニア・スペシャル | 「サタデー・ナイト」 | フォーリーブスのライブ・アルバム |

### タイアップ
| 曲名               | タイアップ                                       | 収録作品                       |
| ------------------ | ------------------------------------------------ | ------------------------------ |
| ベルサイユのばら   | 池田理代子原作『ベルサイユのばら』イメージソング | シングル「ベルサイユのばら」   |
| 愛しのオスカル     | 池田理代子原作『ベルサイユのばら』イメージソング | シングル「ベルサイユのばら」   |
| 愛のちかい         | 池田理代子原作『ベルサイユのばら』イメージソング | シングル「愛のちかい」         |
| 愛の飛行船に乗って | 『100万人飛行船の会』テーマソング                | シングル「愛の飛行船に乗って」 |

## 主な出演作品

### テレビドラマ
- ボクは恋人 （1974年 、フジテレビ）

### バラエティ番組
- ヒット'76（日本テレビ）初代アシスタント
- おはよう!こどもショー （日本テレビ）
- 夜のヒットスタジオ （1975年3月10日、フジテレビ）『ベルサイユのばら』を披露
- ベスト30歌謡曲 （テレビ朝日）
- カックラキン大放送!! （日本テレビ）
  - 1975年5月16日・「待ってました五郎刑事」 桜田淳子と共演
  - 1975年9月5日・「なに!金賞?」 南沙織、野口五郎と共演
  - 1977年7月8日・「スター返上」 石川さゆりと共演
- チビらサンデー （1976年 、テレビ朝日）
- パクパクコンテスト （1976年、よみうりテレビ）ゲスト出演で『サタデー・ナイト』を披露
- ヤングおー!おー! （毎日放送）
- ヤング歌の祭典 （第1回：1975年5月5日、第4回：1978年5月2日、NHK総合テレビ）

### 映画
- 急げ!若者 TOMORROW NEVER WAITS （1974年7月20日、東宝）
  - JJS結成前に、「孤児院の子供たち役」で出演。 舞台挨拶にも参加した。

### CM
- 味覚糖「ソフトいろいろ」

### ミュージカル
- ライブ・ミュージカル 『少年たち ～フォーリーブス・不朽の名作～』 （1975年4月5日 - 5月5日）
- オリジナルミュージカルプレイ 『友情』 （「フォーリーブスリサイタル ’75」の中でのミュージカル、1975年）
- フォーリーブス結成10周年記念リサイタルVol.1『ライブ・ミュージカル　少年たちパートII ～ 青春の光と影 ／ フォーリーブス・ダイナマイトステージ』 （1976年3月）
- おはよう！こどもショー・ポケットミュージカル （共演：藤島ジュリー景子）

### ステージ
- 第53回日劇ウエスタン・カーニバル ～ ばらとみかんとバイオリンと （1975年3月28日 - 3月31日、日本劇場）
- ジャニーズジュニアファーストコンサート （1975年4月5日 - 5月5日）
- ’75 サマーキャラバン　ジャニーズ・ジュニア・コンサート （1975年7月25日 - 8月16日）
- 第54回日劇ウエスタン・カーニバル ～ ジャニーズ・ファミリー・フェスティバル （1975年8月27日、日本劇場）
- 第55回日劇ウエスタン・カーニバル （1976年3月24日 - 28日、日本劇場）
- JOE vs JJS ＋ GANGS　1976 サマー・ビッグ・シティ・コンサート （1976年8月9日 - 23日）
- 第56回日劇ウエスタン・カーニバル （1976年8月24日 - 28日、日本劇場）
- ジャニーズ・ジュニア　サマー・フェスティバル （1977年夏）
- ジャニーズ・ジュニア　Jump up スターパレード’77 （1977年冬）

## VIP
VIP（ビップ）は、「JOHNNYS' ジュニア・スペシャル」の後身に当たり、ジャニーズの歴史では極めて稀有の、女性が2人参加したグループ。

### メンバー
- 板野俊雄
  - 元・JOHNNYS' ジュニア・スペシャルのメンバー
- 河村信子（1958年12月 -）
  - 福岡県出身。劇団員からオーディションを受けての加入。

#### 脱退メンバー
- 林正明
  - 元・JOHNNYS' ジュニア・スペシャルのメンバー
- 畠山昌久
  - 元・JOHNNYS' ジュニア・スペシャルのメンバー
- 吉本和子（1959年2月 -）
  - 東京都出身。フォーリーブスのファンだった事から加入。

### 概要
- 1978年7月にキングレコードより『南十字星』でレコードデビュー。
- 1979年、林・畠山・吉本の3名が脱退を表明。そして、1979年5月13日に日比谷野外音楽堂にて、約4時間に渡る解散コンサートが行われた。
- 5人組としての「VIP」は解散したが、その後も板野と河村の2人だけでグループを存続させた。そして、1980年にデュオ曲を1枚だけリリースしたが、やがて自然消滅した。
- 河村と吉本は「週刊プレイボーイ」（1979年2月13日号）にて水着姿で登場している。

### ディスコグラフィ

#### シングル
| #              | 発売日         | タイトル       | B面              | 規格           | 規格品番       | - オリコンチャート - 最高位 |
| キングレコード | キングレコード | キングレコード | キングレコード   | キングレコード | キングレコード | キングレコード              |
| -------------- | -------------- | -------------- | ---------------- | -------------- | -------------- | --------------------------- |
| 1st            | 1978年7月21日  | 南十字星       | たそがれハーバー | EP             | GK-227         | 圏外                        |
| 2nd            | 1978年10月5日  | 青春にかけろ!  | 明日に向って     | EP             | GK-256         | 96位                        |
| 3rd            | 1980年1月10日  | きらめきの季節 | おしえて下さい   | EP             | GK-374         | 圏外                        |

#### 参加楽曲
| 発売日 | 商品名              | 歌  | 楽曲                 | 備考                                      |
| ------ | ------------------- | --- | -------------------- | ----------------------------------------- |
| 1978年 | 新・エースをねらえ! | VIP | 「いつもの街角」     | テレビアニメ『新・エースをねらえ!』関連曲 |
| 1978年 | 新・エースをねらえ! | VIP | 「歩き疲れて」       | テレビアニメ『新・エースをねらえ!』関連曲 |
| 1978年 | 新・エースをねらえ! | VIP | 「気になるお嬢さん」 | テレビアニメ『新・エースをねらえ!』関連曲 |
| 1978年 | 新・エースをねらえ! | VIP | 「おやすみゴエモン」 | テレビアニメ『新・エースをねらえ!』関連曲 |
| 1978年 | 新・エースをねらえ! | VIP | 「愛に包まれて」     | テレビアニメ『新・エースをねらえ!』関連曲 |

### タイアップ
| 曲名           | タイアップ                                                                    | 収録作品                   |
| -------------- | ----------------------------------------------------------------------------- | -------------------------- |
| 青春にかけろ!  | 日本テレビ系放映アニメーション『新・エースをねらえ!』オープニングテーマ       | シングル「青春にかけろ!」  |
| 青春にかけろ!  | 日本テレビ系放映アニメーション『新・エースをねらえ!』最終回エンディングテーマ | シングル「青春にかけろ!」  |
| 明日に向って   | 日本テレビ系放映アニメーション『新・エースをねらえ!』エンディングテーマ       | シングル「青春にかけろ!」  |
| きらめきの季節 | 松竹映画『きらめきの季節』主題歌                                              | シングル「きらめきの季節」 |
| おしえて下さい | 松竹映画『きらめきの季節』挿入歌                                              | シングル「きらめきの季節」 |

## メンバーのその後
- 板野は1980年6月1日から「ジャPAニーズ」に加入した。

- 畠山は脱退後に事務所を移籍。1980年に「畠 真之（はた まさゆき）」に改名して俳優として活動。1984年に劇団四季へ入団すると、再び「畠山昌久」の名に戻して活動していたが、しばらくしてから「畠山 久（はたけやま ひさし）」へと改名した。1993年には中野サンプラザで行われたロックオペラ「ハムレット」にレアティーズ役で出演し、X JAPANのTOSHI（当時）やデーモン小暮（当時）などと共演。2003年5月31日、転移性胆管癌により死去。45歳没。
- 林はVIP脱退の1ヶ月後から、プライベートでソロのアコースティックライブ活動を数年間続けていた。その後は結婚して男児を一人もうけ、妻の実家の家業である不動産業を手伝っていた。2016年5月26日、心筋梗塞により死去していたことが判明した。57歳没。5月28日に横浜市内で葬儀が行われた[2]。
- 板野と吉本は2019年9月4日、東京ドームで行われた二部制（第一部：芸能関係者、第二部：一般参列者）のジャニー喜多川「お別れの会」に参列した[4]。